# علم اطلاعات و کامپیوتر

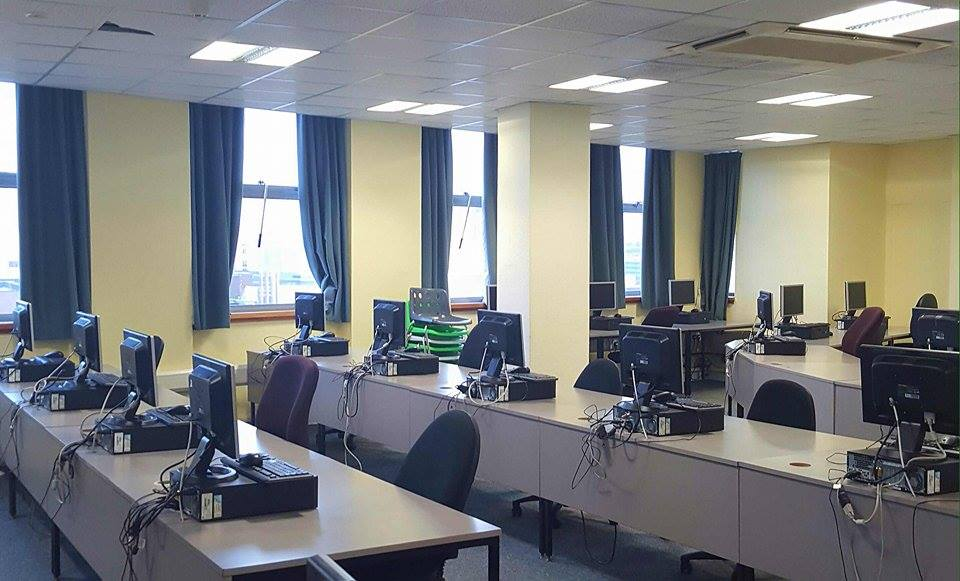
آزمایشگاهی که در آن علوم کامپیوتر و اطلاعات (CIS) مورد مطالعه قرار می‌گیرد.

علم اطلاعات و کامپیوتر (ICS) (به انگلیسی: Information and computer science) یا علم کامپیوتر و اطلاعات (CIS) (به انگلیسی: computer and information science) (اشکال جمع، یعنی sciences نیز ممکن است در عبارت انگلیسی فوق استفاده شود) رشته‌ای است که هم بر محاسبات (رایانش) و هم بر انفورماتیک تأکید دارد و ارتباط قوی بین رشته‌های علوم اطلاعات و علوم رایانه را حفظ می‌کند و کامپیوتر را بیشتر به عنوان یک ابزار در نظر می‌گیرد تا یک رشته.
علم اطلاعات دارای سابقه طولانی ای است ، برخلاف حوزه نسبتاً بسیار جوان علم کامپیوتر، در درجه اول مربوط به جمع‌آوری، ذخیره‌سازی ، انتشار، اشتراک و محافظت از همه و هر نوع اطلاعاتی است. این علم یک رشته گسترده‌است که موارد بی شماری از حوزه‌های مختلف را پوشش می‌دهد؛ اما به دلیل ماهیت فوق‌العاده مفید رایانه‌ها و برنامه‌های رایانه ای در کمک به افرادی که در این زمینه مطالعه و تحقیق می‌کنند؛ به ویژه در کمک به تجزیه و تحلیل داده‌ها و دیدن الگوهایی که بسیار گسترده‌تر از آن هستند که یک انسان بتواند بصری آن را درک کند، اغلب در کنار علوم رایانه مورد اشاره قرار می‌گیرد. در حالی که علم اطلاعات گاهی با تئوری اطلاعات اشتباه گرفته می‌شود، موضوع اصلی این دو بسیار متفاوت است. نظریه اطلاعات بر یک مفهوم ریاضی خاص از اطلاعات متمرکز است در حالی که علم اطلاعات بر تمام جنبه‌های فرایندها و تکنیک‌های اطلاعات متمرکز است.
در مقابل ، علم کامپیوتر کمتر بر روی اطلاعات و حالتهای مختلف آن متمرکز است، اما بیشتر، در یک مفهوم بسیار گسترده، استفاده از رایانه چه در تئوری و چه در عمل برای طراحی و پیاده‌سازی الگوریتم‌ها، به منظور کمک به پردازش اطلاعات در طی حالت‌های مختلف توضیح داده شده در بالا است. این رشته در زمینه ریاضیات پایه‌های محکمی دارد، زیرا اولین متخصصان شناخته شده این رشته ریاضیدانان مشهوری مانند آلن تورینگ بودند.
علم اطلاعات و محاسبات در دهه‌های ۵۰ و ۶۰ شروع به همگرایی کردند، هنگامی که دانشمندان حوزه علم اطلاعات شروع کردند به درک بسیاری از راه‌هایی که کامپیوترها می‌توانند باعث بهبود ذخیره‌سازی و بازیابی اطلاعات شوند.

## واژه‌شناسی
به دلیل تمایز بین رایانه‌ها (به انگلیسی: computers) و محاسبات (به انگلیسی: computing)، برخی از گروه‌های تحقیقاتی به محاسبات یا فهرست اطلاعات (به انگلیسی: datalogy) ارجاع می‌دهند. فرانسوی‌ها از علوم کامپیوتر به عنوان اصطلاح informatique نام می‌برند. اصطلاح فناوری اطلاعات و ارتباطات (ICT)، به چگونگی برقراری ارتباط انسان‌ها با استفاده از ماشین آلات و رایانه‌ها، ایجاد تمایز بین علوم اطلاعات و رایانه ای، یعنی نحوه استفاده و دستیابی کامپیوتر به اطلاعات، اشاره دارد.
انفورماتیک همچنین از علوم کامپیوتر، که شامل مطالعه منطق و مسائل محاسبات سطح پایین است، متمایز است.

## تحصیلات
دانشگاه‌ها ممکن است مدارک ICS و CIS را اعطا کنند، این نباید با لیسانس علوم کامپیوتر یا مدارک تحصیلات تکمیلی مربوط به علوم کامپیوتر اشتباه گرفته شود.
رتبه‌بندی جهانی QS برای دانشگاه ها(QS World University Rankings) یکی از شناخته شده‌ترین و برجسته‌ترین مقایسه‌های دانشگاهی است. آن‌ها ۱۰ دانشگاه برتر علوم کامپیوتر و سیستم‌های اطلاعاتی را در سال ۲۰۱۵ رتبه‌بندی کردند.
این رتبه‌بندی‌ها به صورت زیر هستند:
- مؤسسه فناوری ماساچوست (MIT)
- دانشگاه استنفورد
- دانشگاه آکسفورد
- دانشگاه کارنگی ملون
- دانشگاه هاروارد
- دانشگاه کالیفرنیا، برکلی (UCB)
- دانشگاه کمبریج
- دانشگاه علم و صنعت هنگ کنگ
- مؤسسه فناوری فدرال سوئیس (ETH زوریخ)
- دانشگاه پرینستون[۵]

مدرک علوم اطلاعات رایانه ای، به دانشجویان، دو دانش شبکه ای و محاسباتی را می‌دهد که مورد نیاز برای طراحی، توسعه و کمک به سیستم‌های اطلاعاتی هستند که به حل و پشتیبانی مشکلات تجاری و پشتیبانی از عملیات تجاری و تصمیم‌گیری در سطح مدیریتی کمک می‌کنند.

## حوزه‌های اطلاعات و علوم کامپیوتر
با توجه به ماهیت این رشته، بسیاری از موضوعات نیز با علوم کامپیوتر و سیستم‌های اطلاعاتی به اشتراک گذاشته می‌شوند.
رشته علوم اطلاعات و کامپیوتر طیف وسیعی از حوزه‌ها از نظریه پایه علوم کامپیوتر (الگوریتم‌ها و منطق محاسباتی) تا تجزیه و تحلیل عمیق دستکاری داده‌ها و استفاده از آنها در فناوری را در بر می‌گیرد.

### تئوری برنامه‌نویسی
برای فرایند گرفتن الگوریتم داده شده و رمزگذاری آن به زبانی که توسط کامپیوتر قابل فهم و اجرا باشد، انواع مختلف زیادی زبان برنامه‌نویسی و رایانه وجود دارد، با این حال، هدف همه آنها یکسان است: تبدیل الگوریتم‌ها به کد ماشین.
زبانهای برنامه‌نویسی معروف مورد استفاده در مطالعه دانشگاهی CIS شامل موارد زیر هستند: Java , Python , C #، C ++ , Perl , Ruby , Pascal , Swift , Visual Basic.

### اطلاعات و سیستم‌های اطلاعاتی
مطالعه دانشگاهی سیستم‌های نرم‌افزاری و سخت‌افزاری که مقادیر و داده‌های بزرگ را پردازش می‌کنند، از مدیریت داده‌های مقیاس بزرگ و نحوه استفاده از داده‌ها پشتیبانی می‌کنند. این‌جایی است که این رشته از مطالعه استاندارد علوم کامپیوتر منحصر به فرد می‌شود. حوزه سیستم‌های اطلاعاتی، بر شبکه‌های سخت‌افزاری و نرم‌افزاری متمرکز است که برای پردازش، دستکاری و توزیع چنین داده‌هایی مورد نیاز است.

### سیستم‌ها و سازمان‌های رایانه ای
روند تجزیه و تحلیل معماری کامپیوتر و مدارهای مختلف منطقی، شامل بررسی فرایندهای سطح پایین رایانه با محاسبه سطح بیت است. این یک نگاه عمیق به پردازش سخت‌افزاری یک سیستم محاسباتی است که شامل بررسی ساختار اصلی رایانه و طراحی چنین سیستم‌هایی است. این امر همچنین می‌تواند شامل ارزیابی نمودارهای پیچیده مدار و توانایی ساخت این موارد برای حل یک مشکل اصلی باشد.
هدف اصلی در این زمینه از تحصیل، دستیابی به درک نحوه عملکرد رایانه‌ها در سطح پایه است که اغلب از طریق ردیابی عملیات ماشین انجام می‌شود.

### ماشین آلات، زبان‌ها و محاسبات
این مطالعه ای است در مورد الگوریتم‌های بنیادی رایانه که اساس برنامه‌های رایانه ای هستند. بدون الگوریتم‌ها، هیچ برنامه کامپیوتری وجود نخواهد داشت. این امر همچنین شامل فرایند جستجوی توابع مختلف ریاضی پشت الگوریتم‌های محاسباتی، تئوری پایه ای و برنامه‌نویسی عملکردی (سطح پایین) است.
در یک فضای آکادمیک، این حوزه، نظریه‌ها و کارکردهای اساسی ریاضیات پشت علوم رایانه نظری را که به عنوان عناصر سازنده سایر حوزه‌ها در این زمینه هستند، معرفی می‌کند. مباحث پیچیده مانند اثبات، توابع و مجموعه‌های جبری در طول مطالعات CIS معرفی می‌شوند.

## تحولات
علوم اطلاعات و کامپیوتر رشته‌ای با چشم‌انداز شغلی بسیار امیدوار کننده برای دانشجویان است؛ زیرا ۷۵٫۷٪ فارغ التحصیلان مشغول به کار می‌شوند. همچنین صنعت فناوری اطلاعات از هر بیست نیروی کار یک نفر را استخدام می‌کند که پیش‌بینی می‌شود تقریباً پنج برابر سریعتر از متوسط انگلستان افزایش یابد و بین سالهای ۲۰۱۲ و ۲۰۱۷ بیش از نیم میلیون نفر در این صنعت مورد نیاز خواهند بود و این واقعیت که ۹ تا از ده شرکت فناوری از کمبود کاندیدا رنج می‌برند، تأثیر منفی بر تجارت آنها دارد زیرا ایجاد و توسعه محصولات جدید را به تأخیر می‌اندازد؛ و پیش‌بینی می‌شود که در ایالات متحده در دهه آینده بیش از یک میلیون شغل برای پر کردن در بخش فناوری نسبت به فارغ التحصیلان علوم کامپیوتر وجود داشته باشد. به همین دلیل برنامه‌نویسی اکنون در سنین پایین‌تر و با هدف جلب دانش آموزان از سنین پایین به علم کامپیوتر و اطلاعات تدریس می‌شود با امید اینکه کودکان بیشتری را به تحصیل این رشته در سطح بالاتر سوق دهند. به عنوان مثال، کودکان در انگلیس به دلیل برنامه درسی ملی به روز شده اکنون در ۵ سالگی در معرض برنامه‌نویسی رایانه قرار می‌گیرند.

## استخدام
با توجه به طیف گسترده‌ای از مشاغل که اکنون شامل کارهای مربوط به علم کامپیوتر و اطلاعات است، تهیه لیست جامعی از مشاغل احتمالی در این زمینه دشوار است، اما برخی از زمینه‌های کلیدی، هوش مصنوعی، مهندسی نرم‌افزار و شبکه رایانه ای و ارتباطات است. کار در این زمینه همچنین نیاز به درک کافی از ریاضیات و علوم دارد. علاوه بر این، مشاغلی که داشتن مدرک CIS می‌تواند به آن منجر شود شامل تحلیلگر سیستم، مدیر شبکه، معمار سیستم، توسعه دهنده سیستم‌های اطلاعاتی، برنامه‌نویس وب یا توسعه دهنده نرم‌افزار است.
پتانسیل درآمد برای فارغ التحصیلان CIS کاملاً امیدوار کننده است. یک نظرسنجی در سال ۲۰۱۳ از انجمن ملی دانشکده‌ها و کارفرمایان (NACE) نشان داد که متوسط حقوق اولیه برای فارغ التحصیلانی که در رشته مربوط به کامپیوتر مدرک تحصیلی می‌گیرند ۵۹۹۷۷ دلار است که ۴٫۳ درصد بیشتر از سال قبل است. این مقدار بالاتر از سایر مدارج محبوب مانند تجارت (۵۴٬۲۳۴ دلار)، آموزش (۴۰٬۴۸۰ دلار) و ریاضیات و علوم (۴۲٬۷۲۴ دلار) است. علاوه بر این، Payscale صد و بیست و نه مدرک دانشگاهی را بر اساس پتانسیل درآمد فارغ التحصیلان آن که در زمینه‌های مهندسی، ریاضیات، علوم و فناوری هستند رتبه‌بندی کرد، با هشت مدرک مربوط به کامپیوتر که در بین ۳۰ رتبه برتر ظاهر شدند. کمترین حقوق شروع برای این مشاغل ۴۹۹۰۰ دلار است. مقاله ای از کالج Rasmussen مشاغل مختلفی را توصیف می‌کند که فارغ التحصیلان CIS ممکن است با توسعه دهندگان برنامه‌های نرم‌افزاریِ در راس، کسب کنند و درآمد متوسط ۹۸۲۶۰ دلار داشته باشد.
با توجه به خدمات شغلی ملی، یک دانشمند اطلاعات می‌تواند انتظار داشته باشد سالانه ۲۴۰۰۰ پوند به عنوان حقوق اولیه به‌دست آورد.